# NGC 759
NGC 759 (również PGC 7397 lub UGC 1440) – galaktyka eliptyczna (E), znajdująca się w gwiazdozbiorze Andromedy. Odkrył ją Heinrich Louis d’Arrest 17 września 1865 roku. Należy do gromady galaktyk Abell 262.
W galaktyce tej zaobserwowano supernową SN 2002fb.